# Euphilotes battoides
Euphilotes battoides är en fjärilsart som beskrevs av Hans Hermann Behr 1867. Euphilotes battoides ingår i släktet Euphilotes och familjen juvelvingar. Inga underarter finns listade i Catalogue of Life.

## Bildgalleri

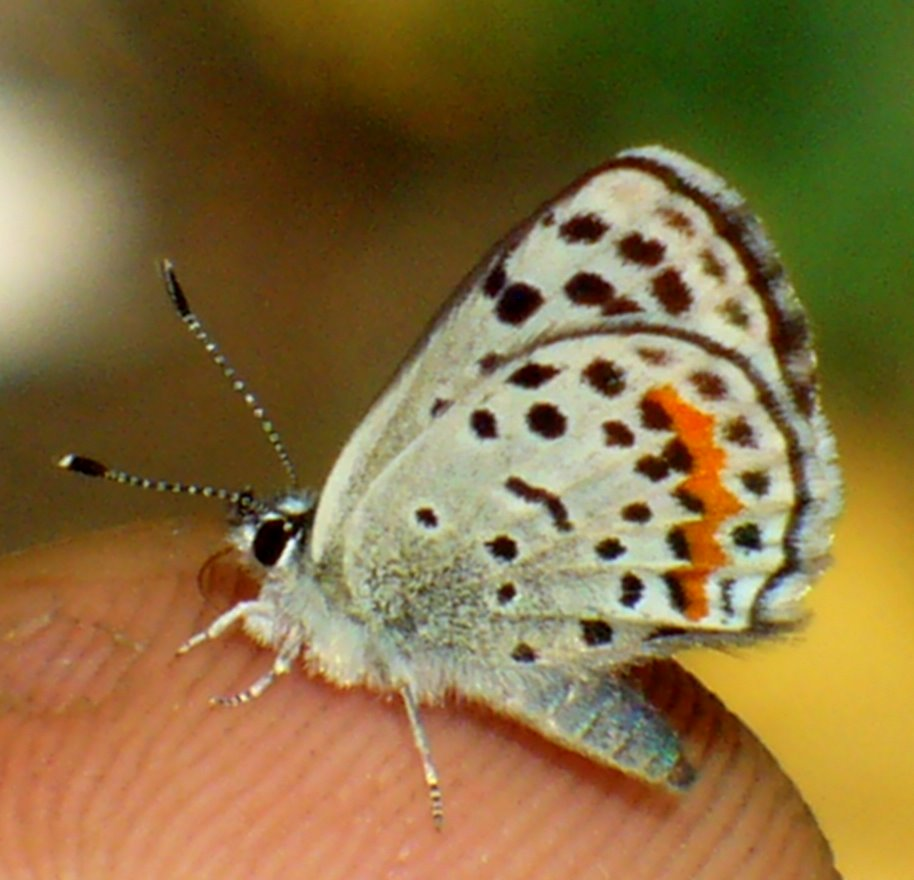
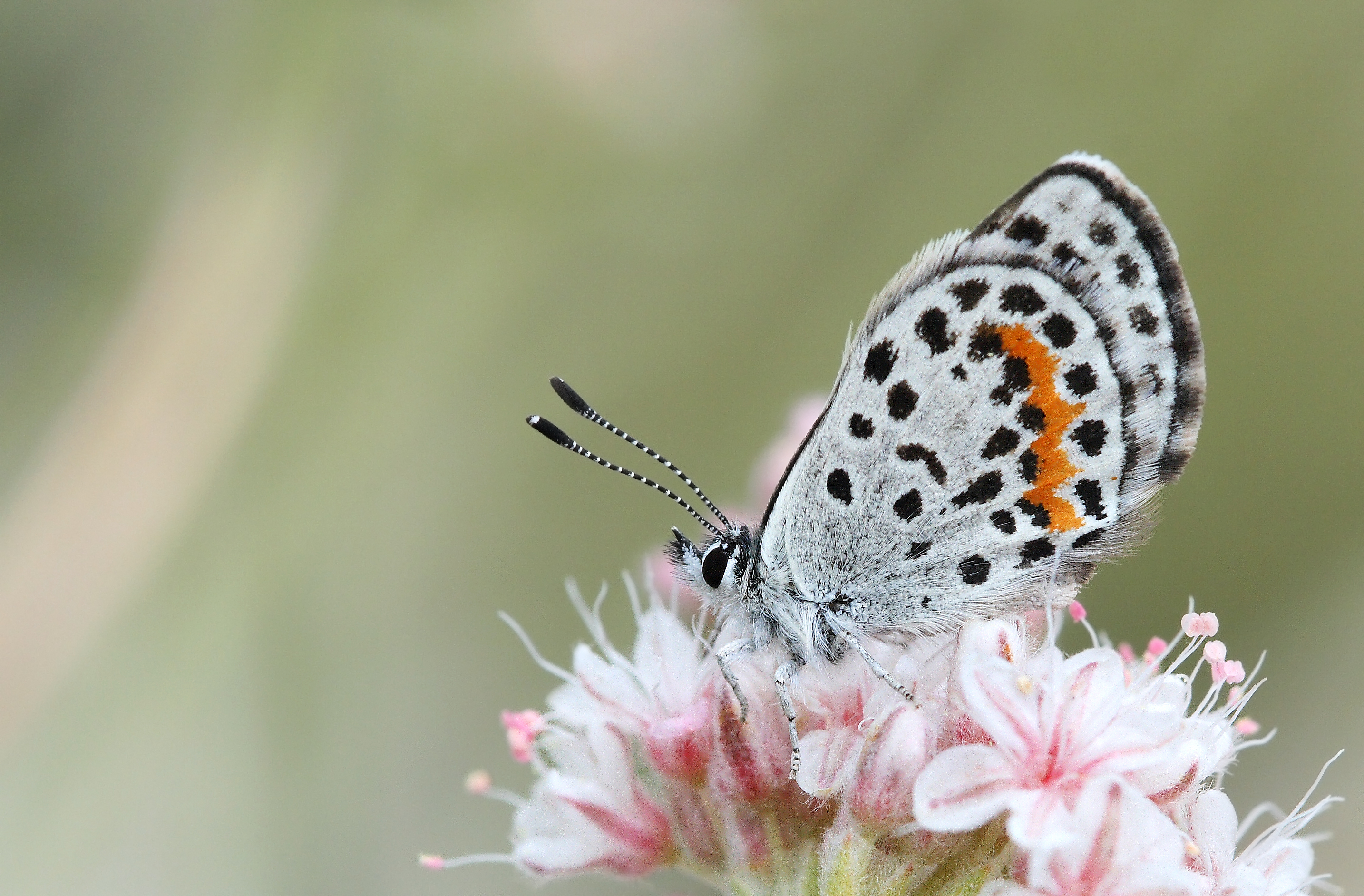